# Rob Gardner
Pour les articles homonymes, voir Gardner.
Rob Gardner est un batteur de rock connu pour avoir fait partie des cinq membres fondateurs du groupe Guns N' Roses et avoir été dans le groupe L.A. Guns. Il a été renvoyé de Guns N' Roses en 1985 avant d'être remplacé par Steven Adler.